# Szota Szurgaja
Szota Iosifowicz Szurgaja (gruz. შოთა შურღაია, ros. Шота Иосифович Шургая; ur. 3 kwietnia 1920 w Poti, zm. 16 sierpnia 2005 w Tbilisi) – radziecki lotnik wojskowy, podpułkownik, Bohater Związku Radzieckiego (1946).

## Życiorys
Urodził się w gruzińskiej rodzinie robotniczej. Ukończył technikum melioracyjne, później studiował w Tbiliskim Instytucie Rolniczym i uczył się w aeroklubie. Od 1940 służył w Armii Czerwonej, w 1943 ukończył woroszyłowgradzką wojskowo-lotniczą szkołę pilotów, od września 1943 uczestniczył w wojnie z Niemcami, w 1944 został członkiem WKP(b). Brał udział m.in. w bitwie o Kijów, walkach nad terytorium Polski i w operacji berlińskiej. Jako dowódca klucza 175 gwardyjskiego pułku lotnictwa szturmowego 11 Gwardyjskiej Dywizji Lotnictwa Szturmowego 16 Armii Powietrznej 1 Frontu Białoruskiego w stopniu porucznika do marca 1945 wykonał 110 lotów bojowych, atakując wojska i technikę przeciwnika i zadając mu duże straty w sile żywej i technice. 24 czerwca 1945 wziął udział w Paradzie Zwycięstwa na Placu Czerwonym. Po wojnie nadal służył w lotnictwie, w 1955 ukończył Akademię Wojskowo-Powietrzną, w 1957 w stopniu podpułkownika został zwolniony do rezerwy. Później pracował w Tbilisi jako zastępca dyrektora przedsiębiorstwa transportu samochodowego.

## Odznaczenia
- Złota Gwiazda Bohatera Związku Radzieckiego (15 maja 1946)
- Order Lenina (15 maja 1946)
- Order Czerwonego Sztandaru (dwukrotnie)
- Order Wojny Ojczyźnianej I klasy
- Order Wojny Ojczyźnianej II klasy
- Order Czerwonej Gwiazdy (dwukrotnie)
- Order Sławy III klasy

I medale.